# روب ستيوارت (كاتب)
روب ستيوارت (بالإنجليزية: Rob Stewart)  (و. 1979 – 2017 م) هو مخرج أفلام، وصانع أفلام، وعلم الأحياء البحرية، وكاتب سيناريو، ومصور سينمائي كندي، ولد في تورونتو، توفي عن عمر يناهز 38 عاماً.
.

## التعليم
تعلم في جامعة ويسترن أونتاريو.

## وصلات خارجية
- روب ستيوارت على موقع IMDb (الإنجليزية)
- روب ستيوارت على موقع ألو سيني (الفرنسية)
- روب ستيوارت على موقع أول موفي (الإنجليزية)
- روب ستيوارت على موقع قاعدة بيانات الأفلام السويدية (السويدية)
- روب ستيوارت على موقع قاعدة بيانات الفيلم (الإنجليزية)
- روب ستيوارت على موقع كينوبويسك (الروسية)